# Hyvikäs
Hyvikäs är en sjö i kommunen Kouvola i landskapet Kymmenedalen i Finland. Sjön ligger 91,6 meter över havet. Arean är 89 hektar och strandlinjen är 5,03 kilometer lång. Sjön  ingår i Kymmene älvs huvudavrinningsområde.   Den ligger omkring 74 km norr om Kotka och omkring 130 km nordöst om Helsingfors. 